# Seat Ateca

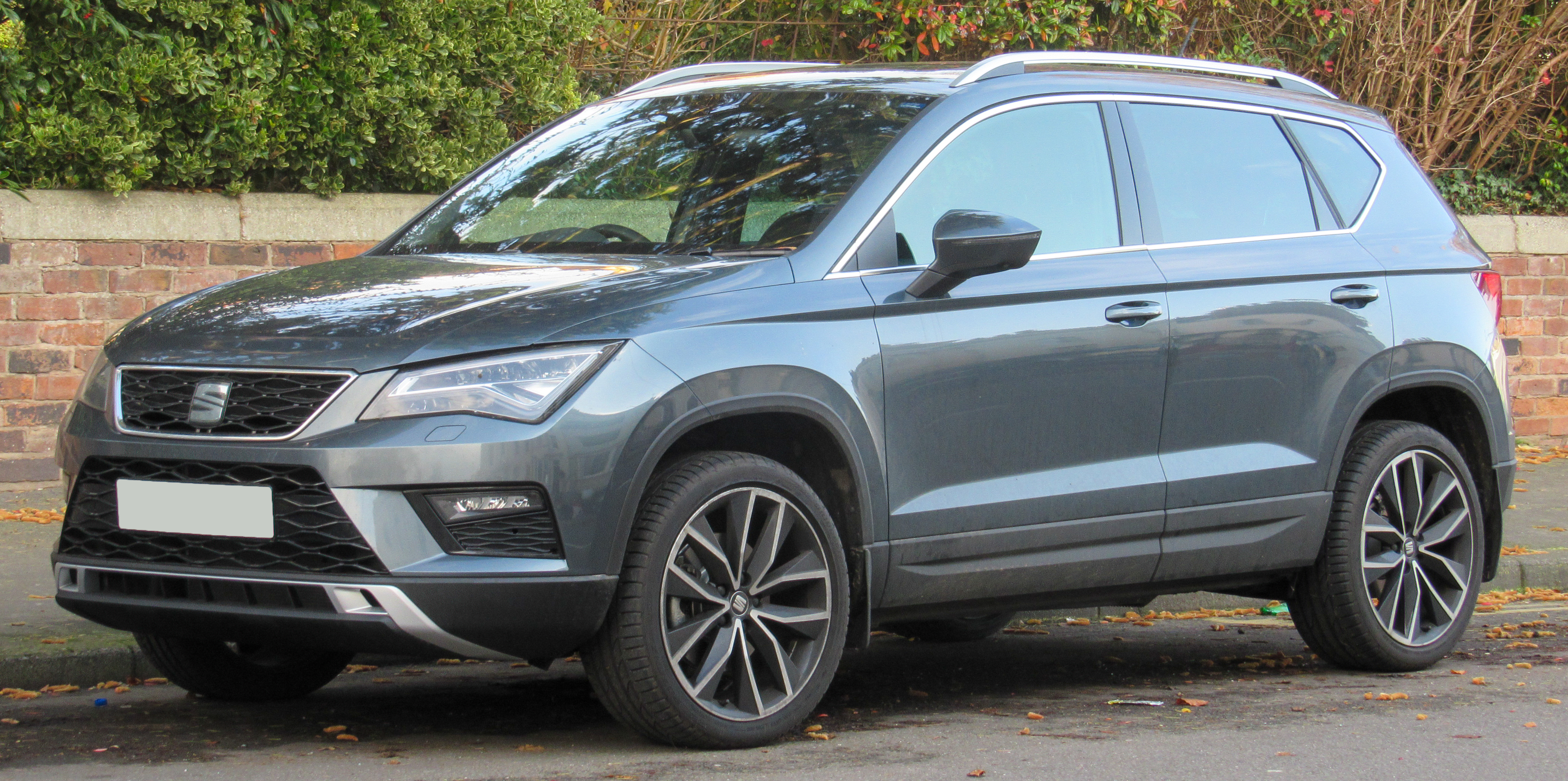
Seat Ateca

Seat Ateca är en bilmodell från Seat introducerad 2016. Bilmodellen är Seats första i SUV-klassen, och den är byggd på MQB-plattformen. Den är nära släkt med VW Tiguan, men något kortare, vilket framförallt gör att bagageutrymmet är något mindre.
Ateca är minst av de tre SUV-modeller som tillverkas i samma fabrik (i Tjeckien). De övriga modellerna är VW Tiguan och Skoda Kodiaq. På marknaden konkurrerar den framför allt med Nissan Qashqai, Renault Kadjar, Kia Sportage och Hyundai Tucson. Pris på den svenska marknaden är från 210 000 kr till över 300 000 kr beroende på motor och utrustning.
Värt att notera är att bagageutrymmet är något mindre i de fyrhjulsdrivna varianterna. Det beror på att dessa har en multilinkbakaxel, medan de framhjulsdrivna har en enklare torsionsaxel. 
Utrustningsnivåerna som erbjuds vid premiären är Style och Excellence. Style är lite enklare men har ändå den mesta säkerhetshöjande utrustningen som standard, medan Excellence är den bäst utrustade varianten. En nyhet för denna modell som inte har funnits i Seat tidigare är elektrisk handbroms. Även mediasystemet är nytt, där Apple Car Play finns installerat, och som tillval finns en 8-tums touchskärm. Elektrisk öppning av bagageluckan finns också som tillval och luckan kan då öppnas genom att vifta med foten under bilen.
Från 2017 finns även utrustningsvarianten FR med lite sportigare attribut - bland annat större hjul och LED-strålkastare som standard. Den erbjuds med 1,4-liters bensinmotorn och framhjulsdrift, alternativt 2-liters 190-hästars motor för diesel eller bensin, automatlåda och fyrhjulsdrift.
|                               | Bensinmotorer                    | Bensinmotorer                                                                  | Bensinmotorer                    | Dieselmotorer                                         | Dieselmotorer                                         | Dieselmotorer                                         | Dieselmotorer |              |
|                               | 1.0 TSI                          | 1.4 TSI ACT                                                                    | 2.0 TSI                          | 1.6 TDI                                               | 2.0 TDI                                               | 2.0 TDI                                               |               |              |
| ----------------------------- | -------------------------------- | ------------------------------------------------------------------------------ | -------------------------------- | ----------------------------------------------------- | ----------------------------------------------------- | ----------------------------------------------------- | ------------- | ------------ |
| Tillverkningsår               | Fr.o.m. 2016                     | Fr.o.m. 2016                                                                   | Fr.o.m. 2017                     | Fr.o.m. 2016                                          | Fr.o.m. 2016                                          | Fr.o.m. 2016                                          | Fr.o.m. 2016  | Fr.o.m. 2016 |
| Motortyp                      | R3 12v, direktinsprutning, turbo | R4 16v, direktinsprutning, turbo (kan stänga av 2 cylindrar vid låg belastning | R4 16v, direktinsprutning, turbo | R4 16v, diesel, direktinsprutning, common-rail, turbo | R4 16v, diesel, direktinsprutning, common-rail, turbo | R4 16v, diesel, direktinsprutning, common-rail, turbo |               |              |
| Borrning & slaglängd          | 74.5 mm x 76.4 mm                | 74.5 mm x 80.0 mm                                                              | ?                                | 79.5 mm x 80.5 mm                                     | 81.0 mm x 95.5 mm                                     | 81.0 mm x 95.5 mm                                     |               |              |
| Cylindervolym                 | 999 cm³                          | 1395 cm³                                                                       | ?                                | 1598 cm³                                              | 1968 cm³                                              | 1968 cm³                                              |               |              |
| Kompression                   | 10.5: 1                          | 10.0: 1                                                                        | 10.0: 1                          | 16.5: 1                                               | 16.0: 1                                               | 16.0: 1                                               |               |              |
| Maxeffekt hk (kW) @ rpm       | 115 hk (85 kW) @ 5000-5500       | 150 hk (110 kW) @ 5000-6000                                                    | 190 hk (140 kW) @ 5000-6000      | 115 hk (85 kW) @ 3250-4000                            | 150 hk (110 kW) @ 3500-4000                           | 190 hk (140 kW) @ 3500-4000                           |               |              |
| Max vridmoment: Nm @ rpm      | 200 Nm @ 2000-3500               | 250 Nm @ 1500-3500                                                             | 320 Nm @ 1500-3500               | 250 Nm @ 1500-3000                                    | 340 Nm @ 1750-3000                                    | 400 Nm @ 1900-3300                                    |               |              |
| Drivning                      | Framhjulsdriven                  | Framhjulsdriven (alt. fyrhjulsdriven)                                          | Fyrhjulsdriven                   | Framhjulsdriven                                       | Framhjulsdriven (alt. fyrhjulsdriven)                 | Fyrhjulsdriven                                        |               |              |
| Växellåda                     | Manuell, 6 växlar                | Manuell, 6 växlar / Automat, 7 växlar (6 växlar med fyrhjulsdrift)             | Automat, 7 växlar                | Manual, 6 växlar                                      | Manuell, 6 växlar / Automat, 7 växlar                 | Automat, 7 växlar                                     |               |              |
| Vikt                          | 1280 Kg                          | 1349-1490 Kg                                                                   |                                  | 1375 Kg                                               | 1417-1548 Kg                                          | 1610 Kg                                               |               |              |
| Acceleration (0–100 Km/h)     | 10.5 s                           | 8.5-9.0 s                                                                      |                                  | 10.5 s                                                | 8.3-8.6 s                                             | 7.0 s                                                 |               |              |
| Toppfart                      | 183 Km/h                         | 189-201 Km/h                                                                   |                                  | 184 Km/h                                              | 196-202 Km/h                                          | 212 Km/h                                              |               |              |
| Bränsleförbrukning (l/100 Km) | 5.2                              | 5.4-6.2                                                                        |                                  | 4.3                                                   | 4.4-4.9                                               | 5.0                                                   |               |              |